# 卡斯縣 (德克薩斯州)
卡斯县（英語：Cass County）是美國德克薩斯州東北部的一個縣，東北鄰阿肯色州，東南鄰路易斯安那州。面積2,487平方公里。根據美國2000年人口普查，共有人口30,438人。縣治林登（Linden）。
成立於1846年，以來自密歇根州的參議員劉易斯·卡斯（Lewis Cass）命名。1861至1871年間改以美利堅邦聯總統傑弗遜·戴維斯為名。